# Tierbestattung (Archäologie)
Tierbestattungen sind ein seit der Jungsteinzeit geübter Brauch, Tiere (oder Teile von ihnen) entweder autonom oder gemeinsam mit Menschen zu bestatten. Dabei überwiegen Haustiere (Hund, Katze, Pferd, Rind, Schwein, Schaf und Ziege) vor Wildtieren (Rotwild, Wildschwein). Anzahl und Lage der Tierbestattungen und der Tierart lassen Deutungen zu (u. a. Opfertiere, heilige Tiere – Stierkult).

## Beschreibung
Erkenntnisse vom prä-Natufien-Friedhof ’Uyun al-Hammam zeigen, dass der Mensch-Tier-Totenkult im Epipaläolithikum begann. Die früheste Bestattung im Nahen Osten ist eine Mensch-Fuchs-Bestattung. Als weitere frühe Beispiele gelten die Gräber von Männern und Hunden aus „Ain Mallaha“ (Eynan) im Natufien in Israel (12000–11000 v. Chr.). Ein Fund von Mensch und Katze wurde in einem Grab auf Zypern entdeckt (9.–8. Jahrtausend. v. Chr.). Aus Eridu liegt ein obedzeitliches (5500–3500 v. Chr.) Grab eines Jugendlichen vor, dem ein Hund beigegeben war. Auch aus Tepe Gawra und Chafadji sind Hundegräber im Zusammenhang mit menschlichen Bestattungen bekannt. Betroffen sind aber auch stein- und metallzeitliche Kulturen Mitteleuropas beginnend mit dem Mesolithikum (Wohnplatz Skateholm) und endend bei den Germanen. Als Zugtiere sollten die Rinder in den Königsgräbern von Ur dienen. Kamelgräber zeugen von der Bedeutung der Reittiere auf der Arabischen Halbinsel. Ein junges Kamel wurde 1227 n. Chr. in das Grab von Dschingis Khan in der Mongolei mitgegeben. Ein gleiches Ansehen kann man bei den Reitpferden in den alamannischen Kriegergräbern (5.–7. Jahrhundert n. Chr.) annehmen.
Michael Koch listet für den Bereich der östlichen Trichterbecherkultur (TBK) bzw. zur Zeit der Kugelamphorenkultur (KAK) in Deutschland und Polen 38 Fundorte mit Rinderbestattungen auf. Dabei wurden jeweils 1 bis 5 Rinder (insgesamt 76) in 23 Fällen autonom, in 15 Fällen zusammen mit 1 bis 4 Menschen bestattet.

## Tiergräber im griechisch-römischen Kulturkreis
Aus der Antike sind Grabepigramme für Tiere bekannt, etwa für Hunde, einen Delfin oder eine Zikade. Es wurden wenige Grabsteine dieser Zeit gefunden, die für Tiere bestimmt sind, so wahrscheinlich einer für ein in Edessa bei einem Verkehrsunfall getötetes Schwein. Ferner wurden auch Tiergräber mit eigenen Beigaben ausgegraben, etwa Hundegräber in Köln oder in Mayen.

## Abgrenzung zu anderen Befunden
Manchmal ist durch die Lage in einer menschlichen Bestattung klar, dass es sich nicht um ein Tiergrab, sondern um eine Speisebeigabe handelt. So werden in römerzeitlichen Gräbern öfter Knochen vom Haushuhn oder Eier auf Tellern gefunden. Von Tiergräbern, die mit rituellem Hintergrund oder aus besonderer Zuneigung zu einem Haustier angelegt wurden, sind ferner Kadaverentsorgungen zu unterscheiden, bei denen diese zur Seuchenbekämpfung vergraben wurden. Auch wenn bei Auseinandersetzungen Kadaver in Brunnen geworfen wurden, um diese unbrauchbar zu machen (Brunnenvergiftung), handelt es sich nicht um aus rituellen Gründen angelegte Tiergräber.